# Rue Élisabeth-Vigée-Le-Brun
La rue Élisabeth-Vigée-Le-Brun est une voie du 15e arrondissement de Paris, en France.

## Situation et accès
La rue Élisabeth Vigée Le Brun est une voie publique située dans le 15e arrondissement de Paris. Elle débute au 54, rue des Volontaires et se termine au 106, rue Falguière.
Le quartier est desservi par la ligne 12 à la station Volontaires.

## Origine du nom

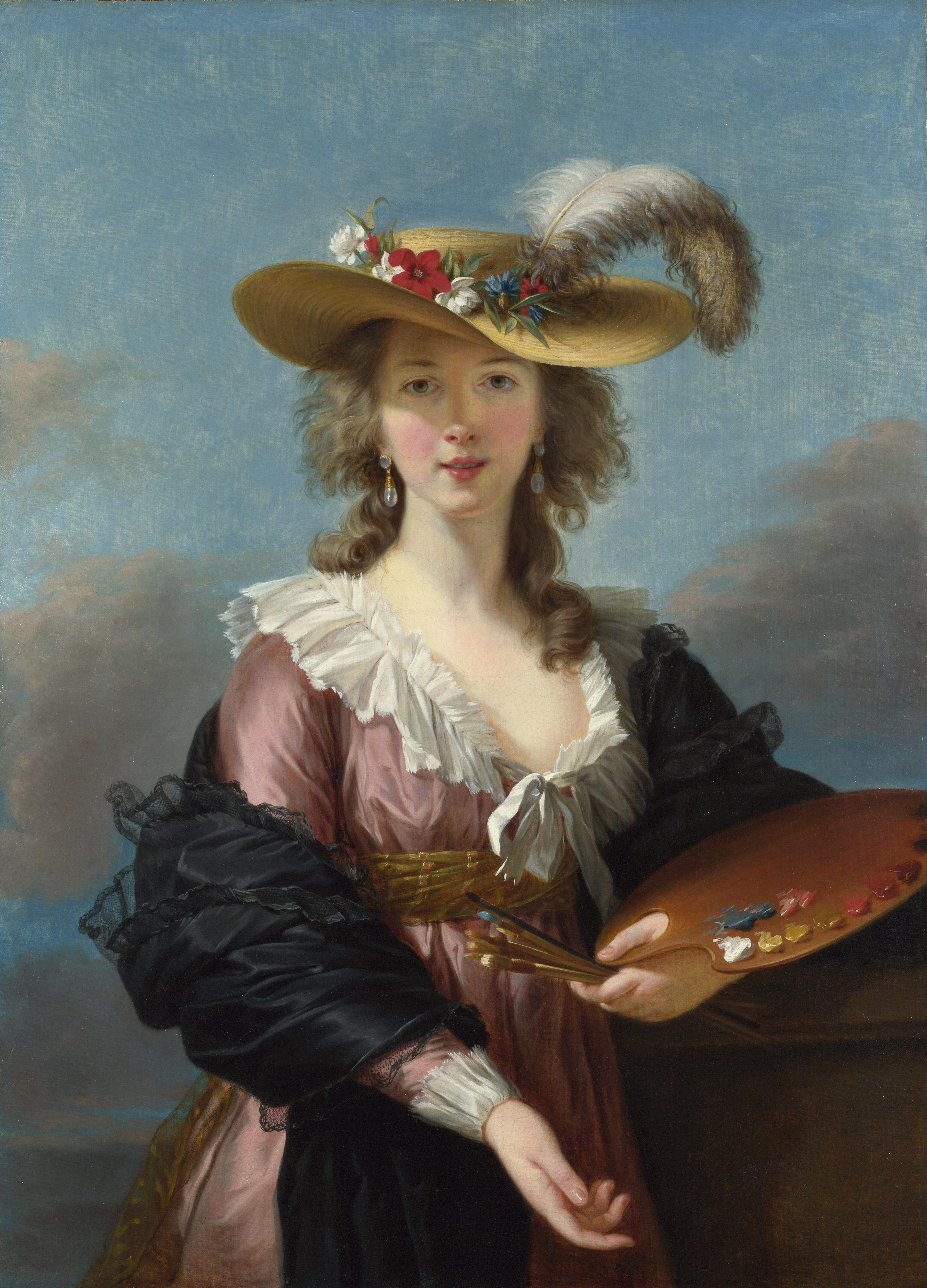
Élisabeth Vigée Le Brun, Autoportrait au chapeau de paille (fin XVIIIe siècle).

Elle rend hommage à Élisabeth Vigée Le Brun (née Louise-Élisabeth Vigée) (1755-1842).

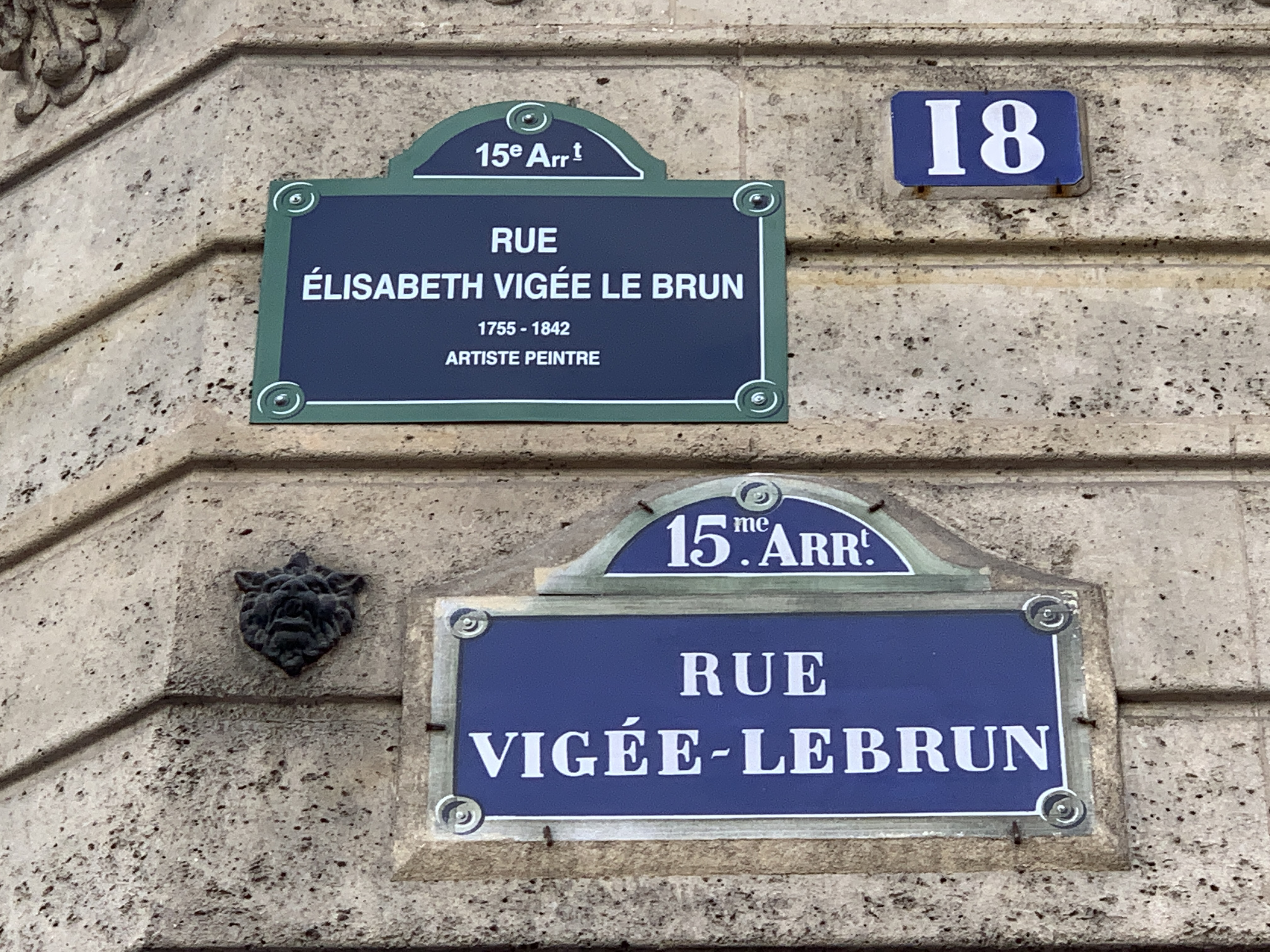
Plaque de l'ancien nom de la rue et du nom actuel.

## Historique
Attestée dès le XVIIe siècle, cette voie de la commune de Vaugirard, était à l'origine le haut de la « ruelle Volontaire ». Ce nom venant du fait que c'est une initiative de riverains « volontaires » qui fit de cette impasse une ruelle traversante.
Cette rue était encore, en 1804, une impasse qui partait du chemin des Fourneaux, actuelle rue Falguière, en direction de la rue de Vaugirard mais sans l'atteindre. Un passage fut percé par les riverains pour rallier la rue de Vaugirard dans la première moitié du XIXe siècle.
Elle est séparée de la nouvelle rue des Volontaires en 1890 sous le nom de « rue Vigée-Lebrun ».
La création de la rue en tant que telle est artificielle : elle est la séparation du tronçon haut de l'alors nouvelle rue des Volontaires, entre la rue Dutot et la rue Falguière. Une incongruité de ce découpage demeure encore aujourd'hui : le no 54 de la rue des Volontaires se trouve au nord de la rue Dutot, mitoyen du no 2 de la rue Vigée-Lebrun. Si l'alignement des façades plaide pour une appartenance de cet immeuble au bas de la rue, le fait que le changement de voie se fasse au-delà du carrefour est peu commun. Il n'y a pas d'incohérence côté impair.
Par délibération du Conseil de Paris en date du 29 octobre 2019 elle devient rue Élisabeth-Vigée-Le-Brun, dans le cadre de la mise en valeur des voies parisiennes portant un nom de femme,,.